# The Transporter Legacy
The Transporter Legacy (The Transporter Refueled) è un film del 2015 diretto da Camille Delamarre.
La sceneggiatura è stata scritta da Luc Besson, Bill Collage e Adam Cooper. Si tratta del quarto film della saga ideata dallo stesso Besson e da Robert Mark Kamen, e funge da reboot della stessa.

## Trama
Nel 1995, il mafioso russo Arkady Karasov e i suoi soci Leo Imasov e Yuri rilevarono l'attività di traffico sessuale di bande rivali in Costa Azzurra . Una delle prostitute sono le giovani Anna e Maïssa. Karasov è interessato a portare Maïssa con sé.
Quindici anni dopo, Anna chiama qualcuno per attuare il loro piano per far crollare l'impresa criminale di Karasov. L'ex agente delle forze speciali Frank Martin è un abile autista che trasporta pacchi e persone riservate per clienti discutibili nella sua Audi S8 . Frank va a prendere Frank Martin Sr., un agente dell'MI6 in pensione e padre di Frank Jr..
Più tardi quella notte, al Carlton Cannes Hotel , Anna e Qiao uccidono il contabile responsabile dei soldi di Karasov e mettono il corpo di una prostituta morta nella camera d'albergo prima di scappare. A casa di Frank Jr., durante una cena con suo padre, Anna chiama Frank Jr. come "trasportatore", e gli chiede di incontrarla all'Hotel Barrière Le Majestic Cannes . La mattina dopo, Karasov e la sua signora Maïssa scoprono che il suo contabile è stato ucciso e viene trovata una prostituta morta con indosso una collana che apparteneva al suo gruppo.
Frank Jr. incontra Anna, che gli dice di andarla a prendere alla Banca Mediterranea a Monte Carlo , cosa che lui accetta. Incontra Anna in banca, dove viene raggiunto da tre donne, tra cui Qiao e Maria. Insospettito, Frank dice alle donne di scendere dall'auto, ma loro lo minacciano con una pistola e un video in diretta di suo padre tenuto sotto tiro per costringere Frank Jr. a collaborare. Frank Jr. riesce a sfuggire alla polizia, accompagna le donne in un rifugio e incontra una quarta donna, Gina, con suo padre. Anna rivela che suo padre ha ingerito del veleno e morirà se Frank Jr. non fa quello che gli è stato detto, poiché hanno l'antidoto. Frank accetta con riluttanza e Anna dice a Frank Jr. che ruberanno il gas anestetico. Viene a sapere che Anna e le donne erano ex prostitute di Karasov, con cui condivideva una storia lavorativa. Nel frattempo, Karasov e Maïssa scoprirono che le donne avevano rubato un diario di bordo contenente l'elenco dei soci di Karasov, e Karasov si rese conto che Frank Jr. era coinvolto.
Frank porta Gina, Qiao e Anna in un club di rave party di proprietà di Imasov. Hanno acceso il gas per buttare fuori tutti nel club, compreso Imasov, permettendo loro di ottenere le sue impronte digitali, che danno loro accesso al suo conto bancario, e Anna trasferisce i soldi sul suo conto. Frank Sr e Maria si infiltrano nell'aereo di Yuri e assicurano le sue impronte digitali sul suo account prima che Frank Jr. le vada a prendere. Maria è stata colpita da una delle guardie del corpo di Yuri, quindi le ragazze e il duo padre-figlio l'hanno riportata al rifugio per salvarle la vita. Anna ha rivelato che il veleno era uno stratagemma e dunque dopo aver salvato Maria e aver fatto sesso (il primo con Anna e il secondo con le altre), Frank Jr. e Sr. se ne vanno dopo che le ragazze hanno portato a termine il lavoro.
I soci di Karasov hanno interrogato Karasov sulla sua storia con Frank Jr. e le ragazze del suo gruppo, quindi Karasov rapisce Frank Sr. e chiama Frank Jr., chiedendogli di portare le ragazze sul suo yacht o ucciderà suo padre. Frank Jr. ritorna dalle ragazze, ma Gina sembra lasciare il gruppo affinché almeno una delle quattro donne si salvi. Frank Jr. porta le donne allo yacht di Karasov. Anche Yuri e Imasov sono venuti sullo yacht, accusando Karasov di aver rubato i loro soldi, e Anna ha accusato Karasov di aver ordinato alle ragazze di rubare i loro soldi per lui.
Karasov mostra il suo conto ai suoi soci, ma Gina riesce a intrufolarsi a bordo dello yacht e trasferire tutti i soldi rubati sul suo conto. Doppio gioco, avviene una sparatoria, in cui Qiao e Maria vengono uccise nel fuoco incrociato. Gina ruba i soldi prima che Maïssa spari a Gina. Prima che Maïssa possa recuperare i soldi, Gina strangola Maïssa prima di soccombere alla ferita. Frank Jr. affronta Karasov su una scogliera. Anna interviene, spara a Karasov e fa precipitare il suo corpo nell'oceano. Frank Jr. convince Anna a lasciarsi alle spalle la sua vita di vendetta e Anna se ne va. Un mese dopo, Anna distribuisce il denaro rubato alle famiglie delle sue amiche e a Frank Jr. e Sr.

## Produzione
Nel marzo 2015, il titolo originale del film è stato cambiato da The Transporter Legacy a The Transporter Refueled.

### Riprese
Le riprese principali sono iniziate il 1º agosto 2014 a Parigi, in Francia.

### Budget
Il budget del film è stato di 22 milioni di dollari.

## Distribuzione
Il film è stato distribuito nelle sale cinematografiche francesi il 9 settembre 2015, mentre in quelle italiane il 24 settembre dello stesso anno.

## Accoglienza

### Incassi
Il lungometraggio ha incassato in totale 72,6 milioni di dollari in tutto il mondo. Nel weekend d'apertura in Nord America, il film ha incassato 7,4 milioni di dollari, mentre in Cina nello stesso arco di tempo 69,8 milioni di yen, posizionandosi 4º al botteghino.

### Critica
Sull'aggregatore di recensioni Rotten Tomatoes il film ha ottenuto un punteggio di 1.6 su 10, sulla base di 103 recensioni.